# Audiovisuales (programadora)
La Compañía de Informaciones Audiovisuales conocida simplemente como Audiovisuales fue una programadora y una productora colombiana fundada el 1 de enero de 1976 por el gobierno colombiano a través del Ministerio de Comunicaciones; dedicada a la cultura, el arte, la historia y la enseñanza. Fue la única programadora que junto con RTI Televisión y Cenpro Televisión en el que se encargaba de la programación de los canales: Canal Uno, Canal A y Señal Colombia. Tras la crisis de la televisión pública entre 1998, 2000, 2002 y 2004, en el gobierno de Álvaro Uribe decretó el cierre de Audiovisuales y de Inravisión. Su primer programa fue el noticiero estatal Telenoticias.
Además de producir varios programas reconocidos a nivel nacional, Audiovisuales se encargaba de la emisión de los partidos de la primera división de Fútbol de Colombia desde fines de 2002 hasta comienzos de 2004 por Señal Colombia y Canal Uno.
La programadora también realizó documentales sobre la realidad cultural, social e histórica de Colombia. Uno de los más recordados es sobre los indígenas del Guaviare de los Nukak, titulado Nukak Maku: Los Últimos Nómadas Verdes. Este documental narra acerca de la privacidad y supervivencia de estos indígenas. El documental ganó varios premios en los festivales de cine. Asimismo, en 1995 produjo el programa Historias de la Historia, en el que contaba y analizaba la historia del país desde 1886 hasta 1995. Este documental ha representado uno de los pocos recursos pedagógicos y divulgativos con que se cuenta sobre la historia nacional.

## Fin de la programadora
En noviembre de 1995 se presentó a la licitación para convertirse en los espacios que dejó la programadora Producciones Cinevisión en el que devolvió los espacios a Inravisión ese año y que tendría una crisis de la empresa en el que entrara en concordato, dos meses después a mediados de diciembre; su fundador Jorge Arenas falleció por complicaciones de salud y Audiovisuales se le adjudica los espacios de Producciones Cinevisión temporalmente hasta el domingo 25 de febrero de 1996 y continuaba como programadora del Canal A cuando le adjudicaron los espacios de manera atípica hasta el miércoles 31 de diciembre de 1997. En el año 2000, en medio de la crisis de la televisión pública, que junto con la recesión económica y la disminución del índice de audiencia para los canales públicos, pues se condujo a una gran crisis de las programadoras. Las cuestiones financieras la llevaron a algunas a declararse en quiebra (bajo la Ley 550, Ley de reorganización de quiebra de Colombia, válida en aquel tiempo) y otras se convirtieron en empresas de producción de Caracol Televisión y RCN Televisión en el que dejaron los espacios tanto para Canal Uno y que como para Canal A y los espacios fueron devueltos a la Comisión Nacional de Televisión con la programación de Inravisión. A raíz de esto, Audiovisuales, la programadora estatal, se vio un fuerte e inesperado aumento en su salida, con tan solo 5,5 horas al inicio de 1998 junto con la friolera de 41 horas a la semana después de la partida de Producciones PUNCH.
Como parte de un Plan de Salvamento aprobado por el Gobierno el domingo 29 de junio de 2003. Pues a comienzos del año siguiente, RTI Televisión y Audiovisuales se trasladaron a Canal Uno. Después de varios meses de emitir únicamente los programas de Audiovisuales, el Canal A desparece y es reemplazado por Canal Institucional, controlado por el gobierno el lunes 2 de febrero de 2004. Aunque Audiovisuales se subsistió en los primeros días de Canal Institucional como una productora antes de ser clausurada oficialmente por el gobierno de Álvaro Uribe el 28 de octubre de 2004.

## Imagen corporativa de Audiovisuales
- 1976-1979: En blanco y negro la palabra Audiovisuales encerrada en un círculo.[5]
- 1979-1983: El logo es formado por dos triángulos del mismo tamaño y uno tiene la punta abajo. Al lado la letra Compañía de Informaciones Audiovisuales.[5]
- 1984-1988: En el Fondo Negro con Tres triángulos de tres colores Azul, Rojo y Verde Arriba grande, Medio Mediano y abajo pequeño y abajo la letra Audiovisuales Ministerio de Comunicaciones.
- 1988-1991: El mismo segundo logo en lugar de fondo negro ahora será fondo gris con Tres triángulos de tres colores Azul, Rojo y Verde Arriba grande, Medio Mediano y abajo pequeño y reducir en la pantalla abajo la letra Audiovisuales Ministerio de Comunicaciones.
- 1992-1997: Salen Tres figuras en formas de la letra L uniendo y formando el Triángulo de Penrose de colores Azul, Rojo y Verde y abajo la letra Audiovisuales Ministerio de Comunicaciones.
- 1997-2004: El mismo segundo logo pero en vez del color verde le ponen el Amarillo, Azul y Rojo y abajo la letra Audiovisuales.